# Gauche anticapitaliste européenne
Pour les articles homonymes, voir Gauche anticapitaliste.
La Gauche anticapitaliste européenne (GACE) (en anglais : European Anti-Capitalist Left, EACL) est un réseau de partis politiques classés de la gauche à l'extrême gauche, fondé en mars 2000 à Lisbonne par le Parti socialiste écossais (Écosse), le Bloc de gauche (Portugal), la Liste de l'unité (Danemark), le Nouveau Parti anticapitaliste (ex LCR) (France) et le Parti de la liberté et de la solidarité (Turquie).
La Gauche anticapitaliste européenne organise au moins une fois par an une conférence afin d'organiser des campagnes au niveau européen et d'échanger des informations sur les différentes luttes.
Plusieurs partis sont membres à la fois de la GACE et du Parti de la gauche européenne (PGE).
La GACE a participé à la Conférence européenne contre l'austérité en 2011 et 2012,.

## Membres
- Allemagne : Parti communiste allemand (DKP) ;
- Angleterre et  Pays de Galles : Parti socialiste des travailleurs (SWP) ;
- Angleterre et  Pays de Galles : Parti du respect ;
- Angleterre et  Pays de Galles : Parti socialiste (SP) ;
- Catalogne : Gauche unie et alternative ;
- Danemark : Liste de l'unité (RGA) ;
- Écosse : Parti socialiste écossais (SSP) ;
- Espagne : Gauche anticapitaliste (IA) ;
- Grèce : Synaspismós ;
- Irlande : Parti socialiste (SP) ;
- Italie : Gauche anticapitaliste ;
- France : Nouveau Parti anticapitaliste (NPA)[3] ;
- Luxembourg : La Gauche ;
- Pays basque : Zutik ;
- Pologne : Parti polonais du travail (PPP) ;
- Portugal : Bloc de gauche (BE) ;
- Suisse : Mouvement pour le socialisme ;
- Suisse : solidaritéS ;
- Turquie : Parti de la liberté et de la solidarité (ÖDP).

Quatre de ces partis ont la double appartenance avec le Parti de la gauche européenne : c'est le cas du Bloc de gauche, de l'Esquerra unida i alternativa, de Dei Lénk, de l'Alliance rouge et verte et de l'ÖDP.
Le Parti communiste d'Allemagne a le statut d'observateur au Parti de la gauche européenne.

## Au parlement européen
La GACE n'ayant pas de groupe au parlement européen, certaines de ses organisations y siègent dans le groupe confédéral Gauche unitaire européenne/Gauche verte nordique (cinq députés représentant trois organisations, siègent au parlement européen)[réf. souhaitée].